# دان تيري
دان تيري (بالإنجليزية: Dan Terry)‏ هو عازف جاز أمريكي، ولد في 22 ديسمبر 1924 في كينغستون في الولايات المتحدة، وتوفي في 27 ديسمبر 2011 في دانفيل في الولايات المتحدة.

## وصلات خارجية
- دان تيري على موقع IMDb (الإنجليزية)
- دان تيري على موقع ديسكوغز (الإنجليزية)